# Németország az 1992. évi téli olimpiai játékokon
Németország a franciaországi Albertville-ben megrendezett 1992. évi téli olimpiai játékok egyik részt vevő nemzete volt. Az országot az olimpián 11 sportágban 111 sportoló képviselte, akik összesen 26 érmet szereztek.
Az újraegyesült Németország az 1936-os hazai rendezésű után először vett részt ismét a téli olimpiai játékokon.

## Érmesek
| Érem  | Versenyző                                             | Sportág        | Versenyszám                  |
| ----- | ----------------------------------------------------- | -------------- | ---------------------------- |
| Arany | Mark Kirchner                                         | Biatlon        | Férfi 10 km sprint           |
| Arany | Ricco Groß Jens Steinigen Mark Kirchner Fritz Fischer | Biatlon        | Férfi 4 × 7,5 km váltó       |
| Arany | Antje Misersky-Harvey                                 | Biatlon        | Női 15 km egyéni indításos   |
| Arany | Uwe-Jens Mey                                          | Gyorskorcsolya | Férfi 500 m                  |
| Arany | Olaf Zinke                                            | Gyorskorcsolya | Férfi 1000 m                 |
| Arany | Jacqueline Börner                                     | Gyorskorcsolya | Női 1500 m                   |
| Arany | Gunda Niemann                                         | Gyorskorcsolya | Női 3000 m                   |
| Arany | Gunda Niemann                                         | Gyorskorcsolya | Női 5000 m                   |
| Arany | Georg Hackl                                           | Szánkó         | Férfi egyes                  |
| Arany | Stefan Krauße Jan Behrendt                            | Szánkó         | Kettes                       |
| Ezüst | Ricco Groß                                            | Biatlon        | Férfi 10 km sprint           |
| Ezüst | Mark Kirchner                                         | Biatlon        | Férfi 20 km egyéni indításos |
| Ezüst | Antje Misersky-Harvey                                 | Biatlon        | Női 7,5 km sprint            |
| Ezüst | Uschi Disl Antje Misersky-Harvey Petra Behle-Schaaf   | Biatlon        | Női 3 × 7,5 km váltó         |
| Ezüst | Rudi Lochner Markus Zimmermann                        | Bob            | Férfi kettes                 |
| Ezüst | Wolfgang Hoppe Bogdan Musiol Axel Kühn René Hannemann | Bob            | Férfi négyes                 |
| Ezüst | Gunda Niemann                                         | Gyorskorcsolya | Női 1500 m                   |
| Ezüst | Heike Warnicke                                        | Gyorskorcsolya | Női 3000 m                   |
| Ezüst | Heike Warnicke                                        | Gyorskorcsolya | Női 5000 m                   |
| Ezüst | Yves Mankel Thomas Rudolph                            | Szánkó         | Kettes                       |
| Bronz | Katja Seizinger                                       | Alpesisí       | Női szuperóriás-műlesiklás   |
| Bronz | Christoph Langen Günther Eger                         | Bob            | Férfi kettes                 |
| Bronz | Christa Luding                                        | Gyorskorcsolya | Női 500 m                    |
| Bronz | Monique Garbrecht                                     | Gyorskorcsolya | Női 1000 m                   |
| Bronz | Claudia Pechstein                                     | Gyorskorcsolya | Női 5000 m                   |
| Bronz | Susi Erdmann                                          | Szánkó         | Női egyes                    |

## Alpesisí
Férfi
| Versenyző         | Versenyszám            | 1. futam      | 1. futam      | 2. futam      | 2. futam      | Összesítés | Összesítés |
| Versenyző         | Versenyszám            | Idő           | Hely.         | Idő           | Hely.         | Idő        | Helyezés   |
| ----------------- | ---------------------- | ------------- | ------------- | ------------- | ------------- | ---------- | ---------- |
| Armin Bittner     | Műlesiklás             | 53,19         | 9.            | nem ért célba | nem ért célba | kiesett    | kiesett    |
| Armin Bittner     | Óriás-műlesiklás       | 1:07,77       | 28.           | nem indult    | nem indult    | kiesett    | kiesett    |
| Berni Huber       | Lesiklás               |               |               |               |               | 1:53,38    | 19.        |
| Berni Huber       | Szuperóriás-műlesiklás |               |               |               |               | 1:16,78    | 31.        |
| Peter Roth        | Műlesiklás             | 54,07         | 18.           | 54,68         | 20.           | 1:48,75    | 16.        |
| Peter Roth        | Óriás-műlesiklás       | 1:07,68       | 26.           | kizárták      | kizárták      | kiesett    | kiesett    |
| Hansjörg Tauscher | Lesiklás               |               |               |               |               | 1:51,49    | 7.         |
| Hansjörg Tauscher | Szuperóriás-műlesiklás |               |               |               |               | 1:15,98    | 21.        |
| Markus Wasmeier   | Lesiklás               |               |               |               |               | 1:50,62    | 4.         |
| Markus Wasmeier   | Óriás-műlesiklás       | nem ért célba | nem ért célba | kiesett       | kiesett       | kiesett    | kiesett    |
| Markus Wasmeier   | Szuperóriás-műlesiklás |               |               |               |               | 1:14,58    | 9.         |

| Versenyző       | Versenyszám | Lesiklás | Lesiklás | Lesiklás | Műlesiklás | Műlesiklás | Műlesiklás | Műlesiklás | Műlesiklás | Műlesiklás | Műlesiklás | Összesítés | Összesítés |
| Versenyző       | Versenyszám | Lesiklás | Lesiklás | Lesiklás | 1. futam   | 1. futam   | 2. futam   | 2. futam   | Össz.      | Össz.      | Össz.      | Összesítés | Összesítés |
| Versenyző       | Versenyszám | Idő      | Pont     | Hely.    | Idő        | Hely.      | Idő        | Hely.      | Idő        | Pont       | Hely.      | Pont       | Helyezés   |
| --------------- | ----------- | -------- | -------- | -------- | ---------- | ---------- | ---------- | ---------- | ---------- | ---------- | ---------- | ---------- | ---------- |
| Markus Wasmeier | Összetett   | 1:45,91  | 9,58     | 7.       | 52,29      | 14.        | 52,86      | 10.        | 1:45,15    | 23,19      | 13.        | 32,77      | 5.         |

Női
| Versenyző           | Versenyszám            | 1. futam | 1. futam | 2. futam      | 2. futam      | Összesítés | Összesítés |
| Versenyző           | Versenyszám            | Idő      | Hely.    | Idő           | Hely.         | Idő        | Helyezés   |
| ------------------- | ---------------------- | -------- | -------- | ------------- | ------------- | ---------- | ---------- |
| Martina Ertl        | Műlesiklás             | 50,29    | 21.      | 46,12         | 14.           | 1:36,41    | 15.        |
| Michaela Gerg       | Lesiklás               |          |          |               |               | 1:54,99    | 18.        |
| Michaela Gerg       | Óriás-műlesiklás       | 1:08,69  | 20.      | nem ért célba | nem ért célba | kiesett    | kiesett    |
| Michaela Gerg       | Szuperóriás-műlesiklás |          |          |               |               | 1:23,77    | 7.         |
| Katrin Gutensohn    | Lesiklás               |          |          |               |               | 1:53,71    | 6.         |
| Traudl Hächer-Gavet | Óriás-műlesiklás       | 1:07,26  | 10.      | 1:08,87       | 17.           | 2:16,13    | 14.        |
| Christina Meier     | Óriás-műlesiklás       | 1:08,07  | 14.      | 1:07,26       | 4.            | 2:15,33    | 11.        |
| Regine Mösenlechner | Szuperóriás-műlesiklás |          |          |               |               | 1:24,85    | 14.        |
| Katja Seizinger     | Lesiklás               |          |          |               |               | 1:52,67    | 4.         |
| Katja Seizinger     | Óriás-műlesiklás       | 1:07,40  | 11.      | 1:07,56       | 8.            | 2:14,96    | 8.         |
| Katja Seizinger     | Szuperóriás-műlesiklás |          |          |               |               | 1:23,19    |            |
| Miriam Vogt         | Lesiklás               |          |          |               |               | 1:53,89    | 9.         |
| Miriam Vogt         | Szuperóriás-műlesiklás |          |          |               |               | 1:25,40    | 18.        |

| Versenyző       | Versenyszám | Lesiklás | Lesiklás | Lesiklás | Műlesiklás | Műlesiklás | Műlesiklás    | Műlesiklás    | Műlesiklás | Műlesiklás | Műlesiklás | Összesítés | Összesítés |
| Versenyző       | Versenyszám | Lesiklás | Lesiklás | Lesiklás | 1. futam   | 1. futam   | 2. futam      | 2. futam      | Össz.      | Össz.      | Össz.      | Összesítés | Összesítés |
| Versenyző       | Versenyszám | Idő      | Pont     | Hely.    | Idő        | Hely.      | Idő           | Hely.         | Idő        | Pont       | Hely.      | Pont       | Helyezés   |
| --------------- | ----------- | -------- | -------- | -------- | ---------- | ---------- | ------------- | ------------- | ---------- | ---------- | ---------- | ---------- | ---------- |
| Michaela Gerg   | Összetett   | 1:27,26  | 17,70    | 12.      | kizárták   | kizárták   | kiesett       | kiesett       | kiesett    | kiesett    | kiesett    | kiesett    | kiesett    |
| Regina Häusl    | Összetett   | 1:27,95  | 26,30    | 17.      | kizárták   | kizárták   | kiesett       | kiesett       | kiesett    | kiesett    | kiesett    | kiesett    | kiesett    |
| Katja Seizinger | Összetett   | 1:26,42  | 7,23     | 3.       | 36,23      | 14.        | nem ért célba | nem ért célba | kiesett    | kiesett    | kiesett    | kiesett    | kiesett    |
| Miriam Vogt     | Összetett   | 1:27,35  | 18,82    | 14.      | 36,61      | 16.        | 36,29         | 10.           | 1:12,90    | 29,70      | 11.        | 48,52      | 9.         |

## Biatlon
Férfi
| Versenyző                                             | Versenyszám      | Lövőhiba | Időeredmény | Helyezés |
| ----------------------------------------------------- | ---------------- | -------- | ----------- | -------- |
| Ricco Groß                                            | 10 km sprint     | 1        | 26:18,0     |          |
| Steffen Hoos                                          | 20 km egyéni     | 1        | 1:00:17,7   | 18.      |
| Mark Kirchner                                         | 10 km sprint     | 0        | 26:02,3     |          |
| Mark Kirchner                                         | 20 km egyéni     | 3        | 57:40,8     |          |
| Frank-Peter Roetsch                                   | 10 km sprint     | 2        | 26:54,1     | 9.       |
| Frank-Peter Roetsch                                   | 20 km egyéni     | 7        | 1:03:43,8   | 53.      |
| Jens Steinigen                                        | 10 km sprint     | 0        | 26:34,8     | 6.       |
| Jens Steinigen                                        | 20 km egyéni     | 3        | 1:01:01,8   | 29.      |
| Ricco Groß Jens Steinigen Mark Kirchner Fritz Fischer | 4 × 7,5 km váltó | 0        | 1:24:43,5   |          |

Női
| Versenyző                              | Versenyszám      | Lövőhiba | Időeredmény | Helyezés |
| -------------------------------------- | ---------------- | -------- | ----------- | -------- |
| Uschi Disl                             | 7,5 km sprint    | 2        | 25:58,9     | 11.      |
| Uschi Disl                             | 15 km egyéni     | 6        | 56:40,2     | 24.      |
| Inga Kesper                            | 7,5 km sprint    | 2        | 25:57,3     | 10.      |
| Inga Kesper                            | 15 km egyéni     | 3        | 54:42,3     | 15.      |
| Antje Misersky                         | 7,5 km sprint    | 2        | 24:45,1     |          |
| Antje Misersky                         | 15 km egyéni     | 1        | 51:47,2     |          |
| Petra Schaaf                           | 7,5 km sprint    | 1        | 25:10,4     | 6.       |
| Petra Schaaf                           | 15 km egyéni     | 3        | 53:56,3     | 13.      |
| Uschi Disl Antje Misersky Petra Schaaf | 3 × 7,5 km váltó | 1        | 1:16:18,4   |          |

## Bob
| Versenyző                                             | Versenyszám | 1. futam | 1. futam | 2. futam | 2. futam | 3. futam | 3. futam | 4. futam | 4. futam | Összesítés | Összesítés |
| Versenyző                                             | Versenyszám | Idő      | Hely.    | Idő      | Hely.    | Idő      | Hely.    | Idő      | Hely.    | Idő        | Helyezés   |
| ----------------------------------------------------- | ----------- | -------- | -------- | -------- | -------- | -------- | -------- | -------- | -------- | ---------- | ---------- |
| Rudi Lochner Markus Zimmermann                        | Kettes      | 1:00,69  | 11.*     | 1:01,00  | 4.       | 1:00,90  | 2.       | 1:00,96  | 1.*      | 4:03,55    |            |
| Christoph Langen Günther Eger                         | Kettes      | 1:00,33  | 4.*      | 1:01,06  | 5.       | 1:01,14  | 5.       | 1:01,10  | 3.       | 4:03,63    |            |
| Wolfgang Hoppe Bogdan Musiol Axel Kühn René Hannemann | Négyes      | 58,00    | 3.*      | 58,52    | 1.       | 58,68    | 7.       | 58,72    | 2.       | 3:53,92    |            |
| Harald Czudaj Tino Bonk Axel Jang Alexander Szelig    | Négyes      | 58,54    | 9.       | 58,55    | 2.       | 58,62    | 5.       | 58,71    | 1.       | 3:54,42    | 6.         |

* - egy másik csapattal azonos eredményt ért el

## Északi összetett
| Versenyző                                 | Versenyszám | Síugrás | Síugrás | Síugrás    | Sífutás   | Sífutás | Összesítés | Összesítés |
| Versenyző                                 | Versenyszám | Pont    | Hely.   | Időhátrány | Idő       | Hely.   | Idő        | Helyezés   |
| ----------------------------------------- | ----------- | ------- | ------- | ---------- | --------- | ------- | ---------- | ---------- |
| Thomas Dufter                             | Egyéni      | 210,8   | 10.     | +1:58,0    | 45:54,9   | 20.     | 47:52,9    | 12.        |
| Sven Leonhardt                            | Egyéni      | 197,2   | 26.     | +3:28,7    | 48:59,9   | 36.     | 52:28,6    | 35.        |
| Hans-Peter Pohl                           | Egyéni      | 212,5   | 8.      | +1:46,7    | 46:55,0   | 26.     | 48:41,7    | 16.        |
| Hans-Peter Pohl Jens Deimel Thomas Dufter | Csapat      | 609,7   | 3.      | +2:57      | 1:25:24,9 | 8.      | 1:28:21,9  | 5.         |

## Gyorskorcsolya
Férfi
| Versenyző      | Versenyszám | Eredmény | Helyezés |
| -------------- | ----------- | -------- | -------- |
| Peter Adeberg  | 500 m       | 38,33    | 23.      |
| Peter Adeberg  | 1000 m      | 1:15,04  | 5.       |
| Peter Adeberg  | 1500 m      | 1:57,54  | 15.      |
| Frank Dittrich | 5000 m      | 7:06,33  | 4.       |
| Frank Dittrich | 10 000 m    | 14:50,23 | 20.      |
| Rudi Jeklic    | 5000 m      | 7:33,15  | 34.      |
| Rudi Jeklic    | 10 000 m    | 14:51,89 | 23.      |
| Uwe-Jens Mey   | 500 m       | 37,14    |          |
| Markus Tröger  | 1500 m      | 1:57,42  | 13.      |
| Markus Tröger  | 5000 m      | 7:17,62  | 15.      |
| Markus Tröger  | 10 000 m    | 14:45,41 | 15.      |
| Olaf Zinke     | 500 m       | 38,40    | 25.      |
| Olaf Zinke     | 1000 m      | 1:14,85  |          |
| Olaf Zinke     | 1500 m      | 1:56,74  | 6.       |

Női
| Versenyző            | Versenyszám | Eredmény | Helyezés |
| -------------------- | ----------- | -------- | -------- |
| Anke Baier           | 500 m       | 41,30    | 10.      |
| Anke Baier           | 1000 m      | 1:23,31  | 9.       |
| Jacqueline Börner    | 1500 m      | 2:05,87  |          |
| Jacqueline Börner    | 3000 m      | 4:28,52  | 8.       |
| Monique Garbrecht    | 500 m       | 40,63    | 4.       |
| Monique Garbrecht    | 1000 m      | 1:22,10  |          |
| Monique Garbrecht    | 1500 m      | 2:07,24  | 5.       |
| Christa Luding       | 500 m       | 40,57    |          |
| Christa Luding       | 1000 m      | 1:23,06  | 8.       |
| Gunda Niemann        | 1500 m      | 2:05,92  |          |
| Gunda Niemann        | 3000 m      | 4:19,90  |          |
| Gunda Niemann        | 5000 m      | 7:31,57  |          |
| Claudia Pechstein    | 5000 m      | 7:39,80  |          |
| Angela Hauck-Stahnke | 500 m       | 41,10    | 8.       |
| Angela Hauck-Stahnke | 1000 m      | 1:24,11  | 14.      |
| Heike Warnicke       | 1500 m      | 2:08,52  | 8.       |
| Heike Warnicke       | 3000 m      | 4:22,88  |          |
| Heike Warnicke       | 5000 m      | 7:37,59  |          |

## Jégkorong
| Német férfi jégkorongcsapat-játékoskeret                                                                                        | Német férfi jégkorongcsapat-játékoskeret                                                                             | Német férfi jégkorongcsapat-játékoskeret                                                                                  |
| --- | --- | --- |
| - Rick Amann - Thomas Brandl - Andreas Brockmann - Helmut de Raaf - Peter Draisaitl - Ron Fischer - Karl Friesen - Dieter Hegen | - Josef Heiß - Mike Heidt - Uli Hiemer - Raimund Hilger - Georg Holzmann - Axel Kammerer - Udo Kießling - Ernst Köpf | - Jörg Mayr - Andreas Niederberger - Michael Rumrich - Jürgen Rumrich - Mike Schmidt - Bernd Truntschka - Gerd Truntschka |

### Eredmények
A csoport
| Csapat           | M | Gy | D | V | G+ | G– | Gk  | P |
| ---------------- | - | -- | - | - | -- | -- | --- | - |
| Egyesült Államok | 5 | 4  | 1 | 0 | 18 | 7  | +11 | 9 |
| Svédország       | 5 | 3  | 2 | 0 | 22 | 11 | +11 | 8 |
| Finnország       | 5 | 3  | 1 | 1 | 22 | 11 | +11 | 7 |
| Németország      | 5 | 2  | 0 | 3 | 11 | 12 | –1  | 4 |
| Olaszország      | 5 | 1  | 0 | 4 | 18 | 24 | –6  | 2 |
| Lengyelország    | 5 | 0  | 0 | 5 | 4  | 30 | –26 | 0 |

| 1992. február 9. | Finnország (FIN) | 5 – 1 (1–0, 2–0, 2–1) | Németország | Méribel, Franciaország |

|  |  |  |  |  |
|  |  |  |  |  |
|  |  |  |  |  |
|  |  |  |  |  |

| 1992. február 11. | Egyesült Államok (USA) | 2 – 0 (0–0, 1–0, 1–0) | Németország | Méribel, Franciaország |

|  |  |  |  |  |
|  |  |  |  |  |
|  |  |  |  |  |
|  |  |  |  |  |

| 1992. február 13. | Svédország (SWE) | 3 – 1 (3–1, 0–0, 0–0) | Németország | Méribel, Franciaország |

|  |  |  |  |  |
|  |  |  |  |  |
|  |  |  |  |  |
|  |  |  |  |  |

| 1992. február 15. | Németország (GER) | 5 – 2 (2–0, 0–2, 3–0) | Olaszország | Méribel, Franciaország |

|  |  |  |  |  |
|  |  |  |  |  |
|  |  |  |  |  |
|  |  |  |  |  |

| 1992. február 17. | Németország (GER) | 4 – 0 (1–0, 1–0, 2–0) | Lengyelország | Méribel, Franciaország |

|  |  |  |  |  |
|  |  |  |  |  |
|  |  |  |  |  |
|  |  |  |  |  |

Negyeddöntő
| 1992. február 18. | Kanada (CAN) | 4 – 3 (1–2, 1–0, 1–1, 0–0, 1–0) | Németország | Méribel, Franciaország |

|  |  |  |  |  |
|  |  |  |  |  |
|  |  |  |  |  |
|  |  |  |  |  |

Az 5–8. helyért
| 1992. február 20. | Franciaország (FRA) | 4 – 5 (0–1, 3–3, 1–1) | Németország | Méribel, Franciaország |

|  |  |  |  |  |
|  |  |  |  |  |
|  |  |  |  |  |
|  |  |  |  |  |

Az 5. helyért
| 1992. február 22. | Svédország (SWE) | 4 – 3 (0–2, 1–0, 3–1) | Németország | Méribel, Franciaország |

|  |  |  |  |  |
|  |  |  |  |  |
|  |  |  |  |  |
|  |  |  |  |  |

| Csapat      | Helyezés |
| ----------- | -------- |
| Németország | 6.       |

## Műkorcsolya
| Versenyző                      | Versenyszám | Rövid program     | Rövid program | Rövid program | Kűr               | Kűr   | Kűr         | Összesítés         | Összesítés |
| Versenyző                      | Versenyszám | Több. hely. száma | Hely.         | Hely. pont.   | Több. hely. száma | Hely. | Hely. pont. | Helyezési pontszám | Helyezés   |
| ------------------------------ | ----------- | ----------------- | ------------- | ------------- | ----------------- | ----- | ----------- | ------------------ | ---------- |
| Marina Kielmann                | Női egyéni  | 7×15+             | 15.           | 7,5           | 6×9+              | 9.    | 9,0         | 16,5               | 10.        |
| Patricia Neske                 | Női egyéni  | 5×15+             | 16.           | 8,0           | 5×11+             | 10.   | 10,0        | 18,0               | 13.        |
| Peggy Schwarz Alexander König  | Páros       | 6×8+              | 8.            | 4,0           | 5×7+              | 7.    | 7,0         | 11,0               | 7.         |
| Mandy Wötzel Axel Rauschenbach | Páros       | 5×10+             | 10.           | 5,0           | 6×8+              | 8.    | 8,0         | 13,0               | 8.         |

## Síakrobatika
Mogul
| Versenyző            | Versenyszám | Selejtező | Selejtező | Döntő   | Döntő    |
| Versenyző            | Versenyszám | Pont      | Helyezés  | Pont    | Helyezés |
| -------------------- | ----------- | --------- | --------- | ------- | -------- |
| Klaus Weese          | Férfi       | 21,63     | 19.       | kiesett | kiesett  |
| Birgit Keppler-Stein | Női         | 21,32     | 8.        | 21,44   | 5.       |
| Tatjana Mittermayer  | Női         | 21,90     | 6.        | 22,33   | 4.       |
| Yvonne Seifert       | Női         | 20,17     | 9.        | kiesett | kiesett  |

## Sífutás
Férfi
| Versenyző                                              | Versenyszám         | Eredmény   | Helyezés   |
| ------------------------------------------------------ | ------------------- | ---------- | ---------- |
| Holger Bauroth                                         | 30 km               | 1:28:58,1  | 28.        |
| Holger Bauroth                                         | 50 km               | 2:13:49,8  | 26.*       |
| Jochen Behle                                           | 10 km               | 29:58,2    | 24.        |
| Jochen Behle                                           | 15 km üldözőverseny | nem indult | nem indult |
| Jochen Behle                                           | 30 km               | 1:25:59,8  | 15.        |
| Johann Mühlegg                                         | 10 km               | 30:29,4    | 31.        |
| Johann Mühlegg                                         | 15 km üldözőverseny | 41:11,8    | 16.        |
| Johann Mühlegg                                         | 50 km               | 2:07:45,2  | 7.         |
| Janko Neuber                                           | 10 km               | 30:29,8    | 32.        |
| Janko Neuber                                           | 15 km üldözőverseny | 42:10,4    | 23.        |
| Janko Neuber                                           | 30 km               | 1:31:57,8  | 47.        |
| Janko Neuber                                           | 50 km               | 2:14:37,1  | 29.        |
| Torald Rein                                            | 10 km               | 30:25,1    | 29.        |
| Torald Rein                                            | 15 km üldözőverseny | 41:48,1    | 21.        |
| Torald Rein                                            | 30 km               | 1:29:08,5  | 30.        |
| Holger Bauroth Jochen Behle Torald Rein Johann Mühlegg | 4 × 10 km váltó     | 1:43:41,7  | 6.         |

Női
| Versenyző                                        | Versenyszám         | Eredmény  | Helyezés |
| ------------------------------------------------ | ------------------- | --------- | -------- |
| Gabriele Heß                                     | 5 km                | 15:03,7   | 16.      |
| Gabriele Heß                                     | 10 km üldözőverseny | 28:19,2   | 14.      |
| Gabriele Heß                                     | 30 km               | 1:29:43,8 | 15.      |
| Ina Kümmel                                       | 30 km               | 1:36:48,2 | 46.      |
| Simone Opitz                                     | 5 km                | 15:24,9   | 27.      |
| Simone Opitz                                     | 10 km üldözőverseny | 28:17,3   | 12.      |
| Simone Opitz                                     | 30 km               | 1:27:17,4 | 8.       |
| Manuela Oschmann                                 | 5 km                | 16:01,7   | 42.      |
| Manuela Oschmann                                 | 10 km üldözőverseny | 30:52,5   | 38.      |
| Manuela Oschmann                                 | 15 km               | 45:28,8   | 15.      |
| Heike Wezel                                      | 5 km                | 15:04,1   | 17.      |
| Heike Wezel                                      | 10 km üldözőverseny | 29:08,6   | 25.      |
| Heike Wezel                                      | 15 km               | 45:50,6   | 19.      |
| Heike Wezel                                      | 30 km               | 1:33:34,2 | 32.      |
| Heike Wezel Gabriele Heß Simone Opitz Ina Kümmel | 4 × 5 km váltó      | 1:02:22,6 | 8.       |

* - egy másik versenyzővel azonos eredményt ért el

## Síugrás
| Versenyző                                                | Versenyszám | 1. ugrás | 1. ugrás | 2. ugrás   | 2. ugrás   | Összesítés | Összesítés |
| Versenyző                                                | Versenyszám | Pont     | Hely.    | Pont       | Hely.      | Pont       | Helyezés   |
| -------------------------------------------------------- | ----------- | -------- | -------- | ---------- | ---------- | ---------- | ---------- |
| Jens Deimel                                              | Normálsánc  | 92,0     | 35.*     | 94,4       | 29.        | 186,4      | 34.        |
| Christof Duffner                                         | Nagysánc    | 98,3     | 7.       | 78,0       | 20.        | 176,3      | 11.        |
| Heiko Hunger                                             | Normálsánc  | 108,7    | 6.       | 102,9      | 8.         | 211,6      | 7.         |
| Heiko Hunger                                             | Nagysánc    | –2,2     | 59.      | nem indult | nem indult | kiesett    | kiesett    |
| Dieter Thoma                                             | Normálsánc  | 93,2     | 33.      | 96,2       | 23.        | 189,4      | 27.        |
| Dieter Thoma                                             | Nagysánc    | 68,9     | 42.      | 63,7       | 39.        | 132,6      | 39.        |
| Jens Weißflog                                            | Normálsánc  | 104,9    | 12.      | 103,6      | 6.         | 208,5      | 9.         |
| Jens Weißflog                                            | Nagysánc    | 60,5     | 48.      | 80,8       | 15.        | 141,3      | 33.        |
| Heiko Hunger Dieter Thoma Christof Duffner Jens Weißflog | Csapat      | 276,1    | 7.       | 268,5      | 6.         | 544,6      | 5.         |

* - egy másik versenyzővel azonos eredményt ért el

## Szánkó
| Versenyző                  | Versenyszám | 1. futam | 1. futam | 2. futam | 2. futam | 3. futam | 3. futam | 4. futam | 4. futam | Összesítés | Összesítés |
| Versenyző                  | Versenyszám | Idő      | Hely.    | Idő      | Hely.    | Idő      | Hely.    | Idő      | Hely.    | Idő        | Helyezés   |
| -------------------------- | ----------- | -------- | -------- | -------- | -------- | -------- | -------- | -------- | -------- | ---------- | ---------- |
| René Friedl                | Férfi egyes | 45,609   | 8.       | 45,503   | 6.       | 46,274   | 9.       | 46,157   | 9.       | 3:03,543   | 8.         |
| Georg Hackl                | Férfi egyes | 45,190   | 1.       | 45,351   | 3.       | 46,026   | 1.       | 45,796   | 1.       | 3:02,363   |            |
| Jens Müller                | Férfi egyes | 45,435   | 4.       | 45,598   | 8.       | 46,028   | 2.       | 46,136   | 8.       | 3:03,197   | 5.         |
| Susi Erdmann               | Női egyes   | 47,020   | 6.       | 46,866   | 3.       | 46,627   | 2.       | 46,602   | 1.       | 3:07,115   |            |
| Gabi Kohlisch              | Női egyes   | 47,206   | 11.      | 47,072   | 7.       | 46,911   | 5.       | 46,791   | 4.       | 3:07,980   | 6.         |
| Sylke Otto                 | Női egyes   | 47,089   | 7.       | 47,460   | 19.      | 47,394   | 16.      | 47,056   | 11.      | 3:08,999   | 13.        |
| Stefan Krauße Jan Behrendt | Kettes      | 46,060   | 1.       | 45,993   | 1.       |          |          |          |          | 1:32,053   |            |
| Yves Mankel Thomas Rudolph | Kettes      | 46,125   | 3.       | 46,114   | 2.       |          |          |          |          | 1:32,239   |            |